# Івашко Дичко
Іва́шко Васи́льович Ди́чко (? — після 1461) — волинський зем'янин, найдавніший з відомих власників сучасного міста Рівне.

## Біографія та діяльність
Івашко Дичко належить до маловідомого шляхетського роду волинських зем'ян, які володіли землями на території сучасного міста Рівне. Вперше Дички згадуються в грамоті князя Свидригайла Ольгердовича від 5 травня 1434 року, якою той надавав у власність маєток Басово з прилеглими селами для волинського боярина Єсифа Джуси з Кирдійовичів. У грамоті, де зокрема вперше писемно згадується Рівне на волості Басово у Луцькому повіті, князь застерігав репецієнта від посягань на добра княжих конюхів і конокормців Дичків "на Ровномъ" які раніше вочевидь входили до комплексу маєтків "Басово" та "Ровноє".
Незабаром родина Дичків невідомо яким саме чином, але зуміла повернути собі перший з маєтків — "Ровноє". Відомо, що до 22 грудня 1461 року Івашко Васильович Дичко володів повністю селом Ровноє яке продав Семену князю Несвізькому (згодом князь Збаразький, князь Колоденський) за 300 коп грошей широких. По смерті князя, Рівне залишилося у власності його вдови княгині Марії Рівненської.